# Evangelisches Bildungszentrum für Gesundheitsberufe Stuttgart
Das Evangelische Bildungszentrum für Gesundheitsberufe Stuttgart (EBZ) betreibt staatlich anerkannte Schulen für Pflege sowie Gesundheits- und Krankenpflegehilfe, an denen insgesamt bis zu 279 Schüler unterrichtet werden. Integriert in die Pflegeausbildung kann zusätzlich an der Dualen Hochschule Baden-Württemberg ein Bachelorstudium der Angewandten Gesundheits- und Pflegewissenschaften absolviert werden. Darüber hinaus bietet das EBZ Fort- und Weiterbildung in den Bereichen Pflegewissenschaft, Pflegepädagogik und Pflegepraxis an. So führt es u. a. die Fachweiterbildung für Praxisanleitung in der Pflege durch, die beruflich Pflegende zur Ausbildung von Schülerinnen und Schülern in der Praxis befähigt. Träger der Schulen ist die Evangelisches Bildungszentrum für Gesundheitsberufe Stuttgart gGmbH, deren Gesellschafter die Diakonie-Klinikum Stuttgart Diakonissenkrankenhaus und Paulinenhilfe gGmbH und die Karl-Olga-Krankenhaus GmbH sind.

## Geschichte
Das EBZ entstand 2003 durch Fusion der Krankenpflegeschulen der drei evangelischen Krankenhäuser in Stuttgart.

### Krankenpflegeschule am Diakonie-Klinikum
Die Krankenpflegeschule am Diakonissenkrankenhaus und späteren Diakonie-Klinikum ist die älteste der drei Schulen. Im Jahr 1854 erklärte die im selben Jahr gegründete Evangelische Diakonissenanstalt Stuttgart die Pflegeausbildung im Diakonissenkrankenhaus ausdrücklich zu ihrem Tätigkeitszweck. Die Mitbegründerin der Diakonissenanstalt, Charlotte Reihlen, setzte sich stark für die Einrichtung der Schule ein, da die pflegerische Versorgung in der Stadt äußerst mangelhaft war. Es gab damals keine Ausbildung und auch kein ausgebildetes Pflegepersonal, obwohl das Katharinenhospital (mit etwa 230 Krankenbetten), die Paulinenhilfe (mit 15 orthopädischen Krankenbetten), die Olgaheilanstalt (speziell für Kinder und Jugendliche), das Lazarett (mit etwa 45 Kranken) und das Hofkrankenhaus zu betreiben waren. Die Krankenversorgung im Hofkrankenhaus übertrug das Königshaus der Diakonissenanstalt. Sie ist das erste Diakonissenhaus in Württemberg und die 16. Neugründung innerhalb der Kaiserswerther Mutterhausdiakonie (heute Kaiserswerther Verband deutscher Diakonissen-Mutterhäuser).
1866 wurde das neue Diakonissenkrankenhaus Ecke Falkertstraße/Forststraße bezogen. Zu diesem Zeitpunkt zählten zur Diakonissenanstalt bereits 55 Schwestern. Im selben Jahr übernahm Obermedizinalrat Paul von Sick (1836–1900) die Leitung des Krankenhauses. Er hielt auch den ärztlichen Unterricht in der Schule und prägte bis zu seinem Tod wesentlich die Ausbildung mit seinem christlich-ganzheitlichen, homöopathischen Ansatz. Das Diakonissenkrankenhaus galt zu seiner Zeit als eines der bedeutendsten homöopathischen Krankenhäuser Deutschlands.
1873 wurde die Krankenpflegeausbildung den gewachsenen Ansprüchen gemäß neu gestaltet und organisatorisch ausgeweitet. Der Fächerkanon war – mit Ausnahme von Tanzen und der Fremdsprachen – mit dem der Stuttgarter höheren Mädchenschule Königin-Katharina-Stift, einer Vorreiterin für eine gymnasiale Schulbildung für Frauen, vergleichbar. Die Unterrichtsfächer spiegelten das wider, was damals als einer gehobenen Bildung für Frauen angemessen empfunden wurde. In der Diakonissenanstalt wurde neben der fachlich-pflegerischen Bildung die allgemeine Bildung ausdrücklich als bedeutend eingeschätzt und als Bestandteil der Berufsausbildung betrachtet. Als Frau in einer Männergesellschaft aufgewachsen, hatte Charlotte Reihlen das Glück gehabt, durch den Privatunterricht ihres Vaters eine für Frauen damals nicht vorgesehene höhere Schulbildung zu erfahren. Noch vor Gründung der Diakonissenanstalt war sie bereits an der Einrichtung einer höheren Töchterschule, des Weidle‘schen Töchterinstituts, aus dem das heutige Evangelische Mörike-Gymnasium Stuttgart hervorgegangen ist, beteiligt gewesen. Jetzt, wo sie selbst Töchter hatte, wollte sie diesen ebenfalls diese Bildung zukommen lassen.
Lange verfolgte die Diakonissenanstalt dieses auch stark vom Kaiserswerther Verband geprägte Konzept der Verbindung von Berufs- und Allgemeinbildung. Deshalb wurde in der Krankenpflegeschule auch erst 1933 die staatliche Prüfung eingeführt.
Neben der fachlichen und pädagogischen Professionalisierung blieb das Bemühen um eine zeitgemäße diakonische Bildung für die zukünftigen Krankenschwestern und -pfleger durchgehend ein zentrales Anliegen der Schule und des Schulträgers. Stellvertretend dafür steht das Gesamtkonzept „Diakonische Pädagogik“, das in den 1990er Jahren entwickelt wurde.

### Krankenpflegeschule am Karl-Olga-Krankenhaus
1872, kurz nach Ende des Deutsch-Französischen Krieges, wurden auf Initiative der Zentralleitung des Wohltätigkeitsvereins in Württemberg und im Einvernehmen mit dem Württembergischen Sanitätsverein am Städtischen Krankenhaus Heilbronn Krankenpflegekurse mit dem Ziel eingerichtet, Pflegerinnen für den Einsatz in Gemeinden, später auch Krankenhäusern auszubilden und so dem herrschenden Pflegekräftemangel zu begegnen. Die Pflegerinnen verpflichteten sich, im Kriegsfall dem Sanitätsverein zur Verfügung zu stehen, was im Ersten Weltkrieg dann auch Realität wurde. Initiator und Förderer der Schule war der Vorsitzende des Sanitätsvereins, Pfarrer Christoph Ulrich Hahn (1805–1881), ein enger Freund Henry Dunants (1828–1910) und Pionier des Sozialwesens in Württemberg. 1878 wurde ein Verein gegründet, dem die Zentralleitung die Verantwortung für die Pflegerinnenschule übertrug. Die Schwestern erhielten ein eigenes Haus, das Olgahaus. Hahn hatte der Schule gemäß den Grundsätzen des Roten Kreuzes einen überkonfessionellen christlich-humanitären Charakter gegeben, der sich früh in eine evangelische Richtung entwickelte. In ihrem äußeren und inneren Habitus näherten sich die Pflegerinnen den Diakonissen an. Andererseits bestand eine enge Verbindung zum Königshaus. Die Pflegerinnen nannten sich ab 1886 nach ihrer Schirmherrin, Königin Olga von Württemberg (1822–1892), „Schwestern vom Olgahaus“ und später dann „Olgaschwestern“.
Unstimmigkeiten im Heilbronner Krankenhaus führten 1892 zur Auflösung des Vereins und zur vorläufigen Verlegung der Schule ans Bezirkskrankenhaus Heidenheim an der Brenz. Unter der Ägide von Pfarrer Eberhard von Falch (1851–1919), Mitglied der Zentralleitung für Wohltätigkeit und wichtiger Motor für die Weiterentwicklung des württembergischen Sozialwesens, kam es noch im selben Jahr in Stuttgart zur Neugründung des Vereins, dessen Schirmherrschaft Königin Charlotte von Württemberg (1864–1946) übernahm. Das Mutterhaus der Schwestern und ihre Schule bezogen 1894 das eigens für sie gebaute Karl-Olga-Krankenhaus. Dem Verein war viel an der Heranbildung qualifizierter Pflegerinnen für das Krankenhaus und die Gemeindekrankenpflege gelegen. So führte man, einem Bundesratsbeschluss folgend, 1908 die einheitliche staatliche Prüfung nach einjähriger Ausbildung ein. Damit waren die Voraussetzungen geschaffen, dass die Schule 1909 als eine der ersten Krankenpflegeschulen in Württemberg die staatliche Anerkennung erhielt. Ihre Schülerinnen legten von nun an ein „staatliches Examen“ ab. Zielsetzung der Ausbildung waren neben einer gründlichen fachlichen Qualifikation die Förderung der Allgemeinbildung sowie die religiös-sittliche Erziehung. Ihr lag ein Bild von pflegerischer Kompetenz zugrunde, das einerseits eng mit den damaligen Vorstellungen von weiblicher Tugend, andererseits mit einem klaren evangelischen Selbst- und Berufsverständnis verbunden war.
1919 verließen die Olgaschwestern das Rote Kreuz und schlossen sich der neu gegründeten württembergischen Diakonie an. 1923 traten sie dem Kaiserswerther Verband deutscher Diakonissen-Mutterhäuser bei. 1950 bis 1952 hatte die Schule eine Dependance am Kreiskrankenhaus in Heidenheim. Seit den 1990er Jahren bemühte man sich verstärkt um die Entwicklung eines Profils, das diakonische Orientierung, pädagogische Professionalität und (wissenschaftlich untermauerte) Fachlichkeit miteinander verknüpft.

### Krankenpflegeschule am Bethesda-Krankenhaus
Im Unterschied zu den Krankenpflegeschulen an Diakonie-Klinikum und Karl-Olga-Krankenhaus, die der Evangelischen Landeskirche in Württemberg und dem Diakonischen Werk Württemberg zugeordnet waren, bildete für die Krankenpflegeschule am Bethesda-Krankenhaus die Evangelisch-methodistische Kirche den Orientierungsrahmen.
Nach ersten Anfängen einer ambulanten Pflege seit 1896 war in Stuttgart 1912 das Bethesda-Krankenhaus eingerichtet worden, das aber noch keine eigene Pflegeausbildung durchführte. Die Bewerberinnen für das Diakonissenamt wurden zentral in Elberfeld (bei Wuppertal) an der mit dem Bethesda-Mutterhaus verbundenen Krankenanstalt ausgebildet, die ab 1914 eine staatlich anerkannte Krankenpflegeschule betrieb. Unmittelbar nach dem Zweiten  Weltkrieg, 1947, wurde angesichts des gewachsenen Personal- und Ausbildungsbedarfs dann auch am Bethesda-Krankenhaus in Stuttgart eine Krankenpflegeschule eingerichtet. Auch diese Schule öffnete sich seit Anfang der 1990er Jahre neuen Entwicklungen in Pflege und Pädagogik.

### Neuere Entwicklungen
Die Krankenpflegeausbildung der Mutterhäuser war Teil der Diakonissenbildung. An den Schulen waren aber immer schon auch Mitglieder anderer Schwesternschaften sowie Pflegende, die nicht der eigenen Schwesternschaft angehörten (sog. Hilfsschwestern), ausgebildet worden. Letztere wurden in der Zeit des „Dritten  Reiches“ als Verbandsschwestern (heute Diakonische Schwestern und Brüder) in die Schwesternschaften integriert, um deren Eingliederung in die nationalsozialistische Schwesternorganisation zu verhindern. Nach dem Zweiten Weltkrieg ging die Zahl der jungen Frauen, die Diakonisse werden wollten, stark zurück, sodass sich die Schulen zu Krankenpflegeschulen mit allgemeinem diakonischem Profil weiterentwickelten. Seit Ende der 1950er Jahre wurden auch Männer in die Ausbildung aufgenommen.
1998 beschlossen die Träger der drei Schulen, die Diakonie-Klinikum Stuttgart Diakonissenkrankenhaus und Paulinenhilfe gGmbH, die Karl-Olga-Krankenhaus GmbH und die AGAPLESION Bethesda Krankenhaus Stuttgart gGmbH, diese miteinander zu einer Schule mit neuer, eigener Identität zu verschmelzen. Im Jahr 2003, in dem mit dem neuen Krankenpflegegesetz die Ausbildung in der Gesundheits- und Krankenpflege eingeführt wurde, erfolgte die Gründung des EBZ. Bald wurde das Fort- und Weiterbildungsangebot auf die Zielgruppe nichtpflegerischer Gesundheitsberufe ausgeweitet. 2010 wurde eine Kooperation mit der Hamburger Fern-Hochschule (HFH) für einen ausbildungsbegleitenden Bachelorstudiengang in Health Care Studies aufgenommen. 2013 zog die Schule vom ursprünglichen Standort Stöckachstraße 48 in das neue errichtete Haus der Diakonischen Bildung, ein modernes Schulgebäude in der Nordbahnhofstraße 131, um, wo es eine Hausgemeinschaft mit der Berufsfachschule für Altenpflege und Altenpflegehilfe des Diakonischen Instituts für Soziale Berufe bildet. Im selben Jahr wurde im EBZ die Schule für Gesundheits- und Krankenpflegehilfe eingerichtet. Seit 2014 konnten Schülerinnen und Schüler mit Hochschulzugangsberechtigung begleitend zur Ausbildung an der Evangelischen Hochschule Ludwigsburg Pflege studieren.
Nach dem Wechsel des Trägers des Bethesda-Krankenhauses im Jahr 2016 trat die Sana Klinik Bethesda Stuttgart gGmbH in die Trägerschaft des EBZ ein. 2020 wurde im EBZ die vom Pflegeberufereformgesetz vorgegebene generalistische Pflegeausbildung an der Berufsfachschule für Pflege eingeführt. Seit diesem Jahr besteht eine Kooperation mit der Dualen Hochschule Baden-Württemberg über ein ausbildungsintegriertes Studium der Angewandten Gesundheits- und Pflegewissenschaften. 2023 übernahm die Robert-Bosch-Krankenhaus GmbH das Bethesda-Krankenhaus, das damit als Träger und Ausbildungskrankenhaus des EBZ ausschied.

## Gegenwart

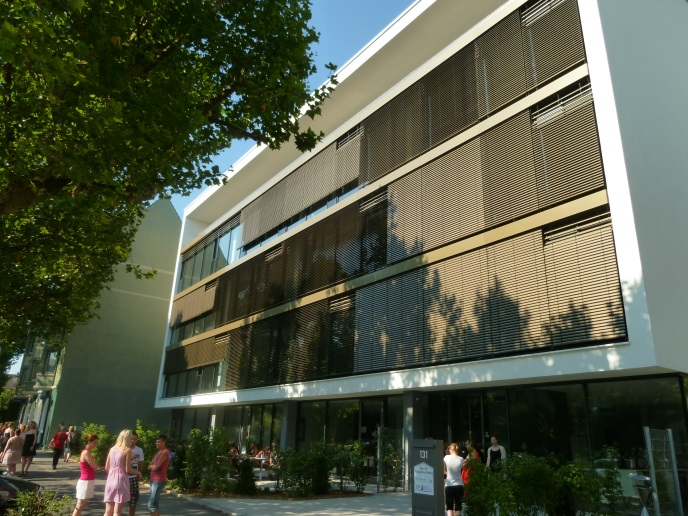
Schulgebäude

Das EBZ ist eine der großen Schulen für Pflegeberufe in der Landeshauptstadt Stuttgart wie in der württembergischen Diakonie.

### Ausbildungsangebot
Das EBZ bietet pflegerische Bildung von der Gesundheits- und Krankenpflegehilfe (einjährige Ausbildung mit Mindestvoraussetzung Hauptschulabschluss) über die generalistische Pflege (dreijährige Ausbildung mit Mindestvoraussetzung Realschulabschluss) bis hin zum ausbildungsintegrierten Studium (8 Semester mit Voraussetzung Fachhochschulreife oder Abitur) und zur fachbezogenen Fort- und Weiterbildung. Das Bildungsangebot umfasst im Einzelnen:
- Ausbildung zum/zur Pflegefachmann/Pflegefachfrau (12 Klassen, Ausbildungsbeginn am 1. April und am 1. Oktober mit jeweils 2 Klassen)
- ausbildungsintegriertes Bachelorstudium der Angewandten Gesundheits- und Pflegewissenschaften an der Dualen Hochschule Baden-Württemberg (Studienbeginn im Oktober)
- Ausbildung zum/zur Gesundheits- und Krankenpflegehelfer/in (1 Klasse, Ausbildungsbeginn am 1. April)
- Fort- und Weiterbildung für Pflege- und Gesundheitsberufe

### Theoretische Ausbildung
An den Schulen des EBZ erfolgt die theoretische Ausbildung in der Pflege. Das Kollegium besteht aus etwas über 20 Lehrkräften, die neben dem Unterricht in der Schule auch Praxisbegleitung in den Ausbildungsbereichen vor Ort durchführen. Dazu kommen externe Fachdozenten, die in Spezialgebieten Unterricht erteilen.

### Praktische Ausbildung
Die praktische Ausbildung findet
- im Diakonie-Klinikum Stuttgart
- im Karl-Olga-Krankenhaus in Stuttgart
- in der Sana Herzchirurgie Stuttgart
- in den Kliniken Schmieder Neurologisches Fach- und Rehabilitationskrankenhaus in Gerlingen
- im Krankenhaus vom Roten Kreuz Bad Cannstatt

sowie in einer Reihe weiterer stationärer, teilstationärer und ambulanter Pflege- und Gesundheitseinrichtungen statt. Sie wird von den dortigen Pflegekräften, insbesondere von berufspädagogisch qualifizierten Praxisanleitern getragen.

### Schulprofil
Das EBZ ist eine evangelische Schule mit diakonischem Profil.
Es möchte seinen Schülern Orientierungen anbieten, die ihnen helfen, in den mit ihrem pflegerischen Handeln verbundenen ethischen Fragen eigene Standpunkte zu entwickeln, sich miteinander über diese auszutauschen und geeignete Wege für die Pflegeempfänger wie für sich selbst zu finden. Darüber hinaus werden die gute Zusammenarbeit von Lernenden und Lehrenden, die Unterstützung der Auszubildenden beim Lernen und im Hineinwachsen in den Beruf sowie die Förderung der Verantwortung für den eigenen Lern- und Entwicklungsprozess als wichtige Anliegen angesehen.

### Kooperationen
Das EBZ arbeitet mit Bildungseinrichtungen im nationalen und internationalen Rahmen zusammen. So haben Auszubildende der Pflege die Möglichkeit, einen Ausbildungseinsatz im Ausland, etwa in Krankenhäusern in Wien oder im L’Ospedale Evangelico Villa Betania in Neapel zu absolvieren. Das EBZ beteiligte sich an wissenschaftlichen Projekten u. a. der Evangelischen Hochschule Ludwigsburg (Aufbau des Bachelorstudiengangs Pflege) sowie des Evangelischen und des Katholischen Institut für Berufsorientierte Religionspädagogik (EIBOR und KIBOR) an der Eberhard Karls Universität Tübingen (ethisch-interreligiöse Bildung in der Pflege). Kontakte bestehen auch zur Hochschule Esslingen (Bachelorstudium Pflegepädagogik) und zur Medizinischen Universität Graz (Masterstudium Gesundheits- und Pflegewissenschaft).
Studierende der Pflegepädagogik können am EBZ ihr Lehramtspraktikum absolvieren.

## Geschäftsführung & Schulleitung
- Geschäftsführer des EBZ waren beziehungsweise sind:
  - 2003–2016: Volker Geißel
  - 2016–2018: Marcus Herbst
  - seit 2018: Ronald Thomiczny
- Schulleiter des EBZ ist:
  - 2003-2025: Johannes Nau
  - seit 2025: Carmen Happe
- Stellvertretende Schulleiter des EBZ waren beziehungsweise sind:
  - 2003–2014 Michael Beisel
  - 2014–2018 Rudolf Mahler
  - 2019–2020 Martin Fegert
  - seit 2021 Edith Scheffel